# 岡田朝雄
岡田 朝雄（おかだ あさお、1935年11月19日- ）は、日本のドイツ文学者、東洋大学名誉教授。

## 来歴
東京生まれ。1959年学習院大学文学部独文科卒。1961年中央大学大学院独文科修士課程修了。東洋大学助教授、教授。2006年、定年退任、名誉教授。日本昆虫協会設立メンバーの一人。

## 人物
- 高橋健二に師事し、ヘルマン・ヘッセ『庭仕事の愉しみ』やヘッセの言葉の新しい編集による『人は成熟するにつれて若くなる』などがベストセラーになる[2]。
- 2009年から2010年にかけて、 新部公亮（とちぎ昆虫愛好会）とともに企画・制作した「ヘッセ昆虫展」は、大阪市立自然史博物館はじめ全国14会場で公開されたばかりか、ドイツにおいてもその展覧会が催された[3]。

## 著書
- 『ポケット旅行会話 ドイツ語編』ブックマン社、1982
- 『1ゼメスターのためのドイツ文法12週』朝日出版社、1995
- 『人生で大切なことはすべてヘッセが教えてくれた』佼成出版社、2012
- 『独学!わかるぞドイツ語』朝日出版社、2015

### 共著
- 『立体・ドイツ文学』岡田珠子共著　朝日出版社、1969.
- 『ドイツ文学案内』岡田珠子共著　朝日出版社　世界文学シリーズ　1979
- 『大学教養ドイツ語読本』岩崎英二郎共編著　朝日出版社、1980
- 『大学のドイツ文法 緑版』岩崎英二郎共著　朝日出版社、1983
- 『わたしのドイツ』Gabi Greve共著　朝日出版社、1985
- 『蝶の入門百科』松香宏隆共著　朝日出版社、1986
- 『楽しい昆虫採集』奥本大三郎共著　草思社、1991
- 『ドイツ語への船出』Marion Settekorn共著　朝日出版社、1991
- 『読んでおぼえるドイツ単語3000 英語からドイツ語へ』畔上司共著　朝日出版社、1992
- 『ドイツ文学案内 増補改訂版』リンケ珠子共著　朝日出版社、2000
- 『新センチュリードイツ文法』在間進共著　朝日出版社、2003

## 翻訳
- ハンス・ハス『海底旅行 七つの海の記録』永田一脩共訳、秋元書房、トラベル・シリーズ 1961
- K.ティム『若草の頃』秋元書房、1961
- 『ドイツの文学 第6巻』(カロッサ)「幼年時代 詩集 抄」三修社、1966
- ゲオルグ・エーゲルト『スヴャトスラフ・リヒテル』朝日出版社、1970
- ディーター・E.シュミット『シャンソン・ド・パリ』朝日出版社、1972
- 『千一夜物語 アラビアンナイト』J.グラビアンスキー插絵　ブックマン社 1975
- 『ヘッセ　蝶』フォルカー・ミヒェルス編 朝日出版社、1984、岩波同時代ライブラリー、1992
- 『色彩の魔術 ヘッセ画文集』ミヒェルス編 岩波書店・同時代ライブラリー、1992
- ミダス・デッケルス『誕生の瞬間 このすばらしい奇跡』こぐま社、1993
- フリードリヒ・シュナック『蝶の生活』岩波文庫、1993
- ハンス・ユルゲン・プレス『なぜだろう?おもしろ実験教室』朝日出版社、1994
- ヘッセ 『人は成熟するにつれて若くなる』ミヒェルス編 草思社、1995、同文庫、2011
- ヘッセ 『庭仕事の愉しみ』ミヒェルス編 草思社、1996　同文庫、2011
- フリードリヒ・シュナック『蝶の不思議の国で』青土社、1997
- ヘッセ 『わが心の故郷　アルプス南麓の村』ミヒェルス編 草思社、1997
- ヘッセ 『愛することができる人は幸せだ』ミヒェルス編 草思社、1998、同文庫、2019
- ヘッセ 『地獄は克服できる』ミヒェルス編 草思社、2001、同文庫、2020
- 『ヘッセの読書術』ミヒェルス編 草思社、2004　同文庫、2013
- ヘッセ『シッダールタ』草思社、2006、同文庫、2014
- 『老年の価値　ヘッセ』マルティーン・ヘッセ写真、ミヒェルス編 朝日出版社、2008
- ヘッセ 『わがままこそ最高の美徳』ミヒェルス編 草思社、2009
- 『少年の日の思い出 ヘッセ青春小説集』草思社、2010　同文庫、2016
- マリーア・ズィビラ・メーリアン（ マリア・ジビーラ・メーリアン）『スリナム産昆虫変態図譜: 1726年版』（共訳者 奥本大三郎 ; 製作総指揮 白石雄治）鳥影社、2022
- マリーア・ズィビラ・メーリアン『スリナム産昆虫変態図譜: 1726年版』（共訳者 奥本大三郎; 佐藤亜希子英訳）鳥影社、2022